# Ineos Grenadier

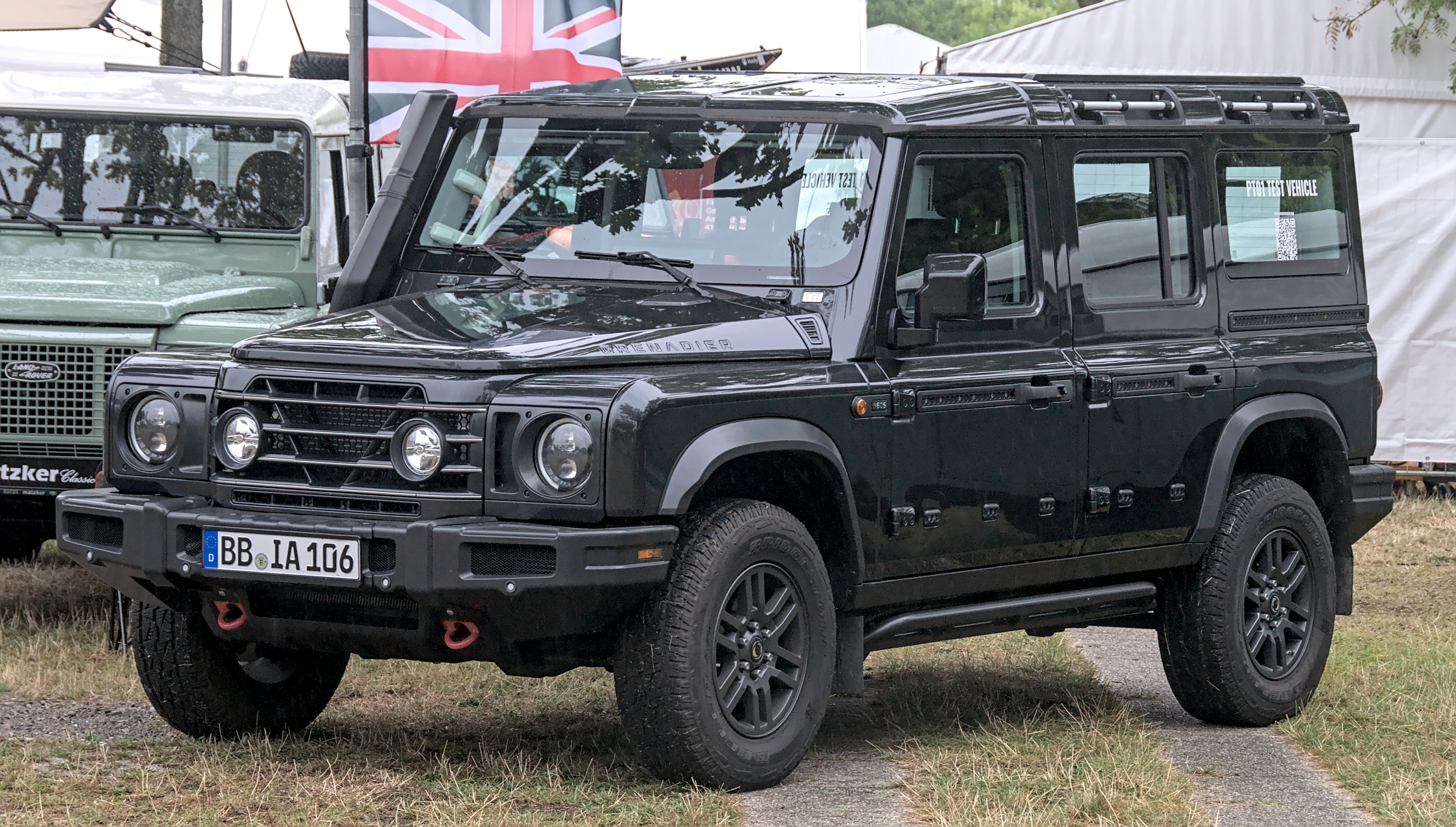
Grenadier framifrån.

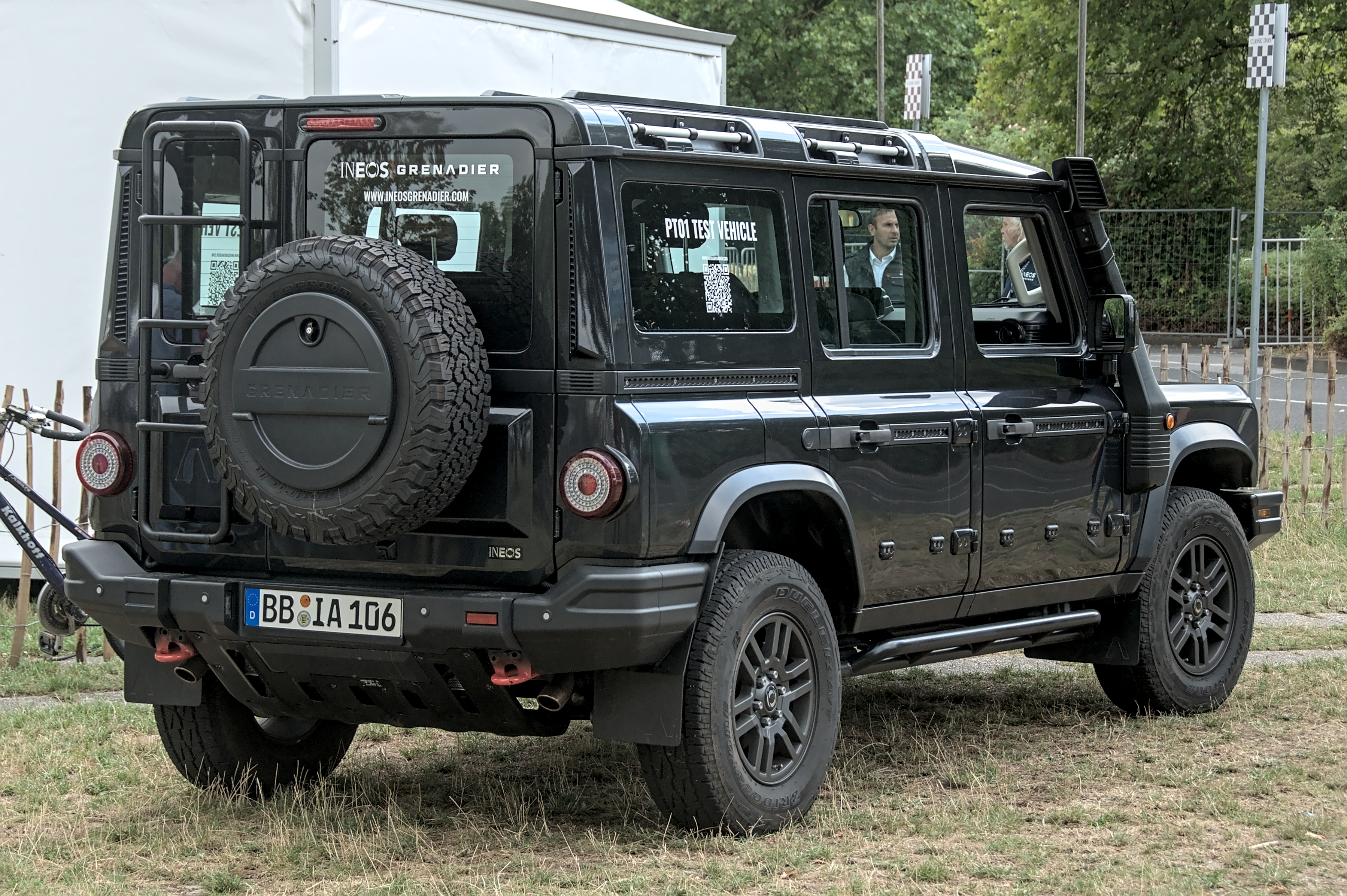
Grenadier bakifrån.

Ineos Grenadier är en terrängbil som är designad och tillverkad av Ineos Automotive. Den började att tillverkas i juli 2022. Grenadier är byggd och designad för att vara en modern ersättare för den ursprungliga Land Rover Defender. Bilens karossform ser ut som en äldre Land Rover och tekniken är snarlik. Bilen har ett stegchassi av stål, balkaxlar med progressiv spiralfjädring med långa rörelser (fram och bak) och drivs av BMW sexcylindriga motor.